# توقف‌ناپذیر (ترانه سیا)
«توقف‌ناپذیر» (انگلیسی: Unstoppable) ترانه‌ای از خواننده و ترانه‌پرداز استرالیایی سیا برای هفتمین آلبوم استودیویی او به نام این بازیگری‌ست (۲۰۱۶) است. متن ترانه توسط سیا و کریستوفر براید نوشته شده و تهیه‌کنندگی آن را جسی شاتکین انجام داده‌است. «توقف‌ناپذیر» به عنوان آخرین تک‌آهنگ تبلیغاتی این آلبوم در ۲۱ ژانویه ۲۰۱۶ منتشر شد.
در ژوئیه ۲۰۲۲، پس از به موفقیت رسیدن این ترانه به دلیل استفاده از آن به عنوان موسیقی پس‌زمینه در تیک‌تاک و تبلیغات، به عنوان یک تک‌آهنگ رسمی در آمریکا منتشر شد.

## جدول‌ها
| جدول (۲۰۱۶)                    | بهترین جایگاه |
| ------------------------------ | ------------- |
| اتریش (او۳ تاپ ۴۰ اتریش)       | ۳۵            |
| کانادا (۱۰۰ تک‌آهنگ داغ کانادا) | ۸۸            |
| فرانسه (اس‌ان‌ئی‌پی)              | ۲۳            |
| آلمان (جدول‌های رسمی آلمان)     | ۶۲            |
| پرتغال (ای‌اف‌پی)                | ۸۳            |
| ایرپلی روسیه (تاپ‌هیت)          | ۱             |
| سوئد (فهرست برترین‌های سوئد)    | ۹۴            |
| سوئیس (شوایزر هیت‌پاراد)        | ۲۶            |
| ایرپلی اوکراین (تاپ‌هیت)        | ۱۰            |

| جدول (۲۰۱۹–۲۰۲۳)                                | بهترین جایگاه |
| ----------------------------------------------- | ------------- |
| بلژیک (اولتراتاپ ۵۰ فلاندرز)                    | ۲۱            |
| بلژیک (اولتراتاپ ۵۰ والونی)                     | ۱۰            |
| کانادا (۱۰۰ تک‌آهنگ داغ کانادا)                  | ۲۹            |
| ای‌سی کانادا (بیلبورد)                           | ۲             |
| سی‌اچ‌آر/تاپ ۴۰ کانادا (بیلبورد)                  | ۳۸            |
| هات ای‌سی کانادا (بیلبورد)                       | ۵             |
| جمهوری چک (رادیو – تاپ ۱۰۰)                     | ۱۳            |
| ترانه‌های دیجیتال یورو (بیلبورد)                 | ۸             |
| دانلودهای فرانسه (اس‌ان‌ئی‌پی)                     | ۲             |
| ۲۰۰ آهنگ جهانی (بیلبورد)                        | ۷۹            |
| ایرپلی یونان (آی‌اف‌پی‌آی)                         | ۲             |
| آهنگ‌های دیجیتال یونان (بیلبورد)                 | ۴             |
| مجارستان (رادیوس تاپ ۴۰)                        | ۹             |
| مجارستان (۴۰ تک‌آهنگ برتر)                       | ۵             |
| ایسلند (Plötutíðindi)                           | ۲۰            |
| آهنگ‌های بین‌المللی هند (آی‌ام‌آی)                  | ۶             |
| هلند (تک‌آهنگ تی‌آی‌پی)                            | ۶             |
| اسکاتلند (اوسی‌سی)                               | ۱۹            |
| اسلواکی (رادیو – ۱۰۰ آهنگ برتر)                 | ۴             |
| سوئیس (مدیا کنترل روماندی)                      | ۳             |
| بیلبورد هات ۱۰۰ ایالات متحده                    | ۲۸            |
| بزرگسالان معاصر ایالات متحده (بیلبورد)          | ۱             |
| ۴۰ تک‌آهنگ برتر بزرگسالان ایالات متحده (بیلبورد) | ۱             |
| ۴۰ آهنگ برتر جریان اصلی ایالات متحده (بیلبورد)  | ۱۲            |
| ویتنام (ویتنام هات ۱۰۰)                         | ۶۷            |

| جدول (۲۰۱۶)             | موقعیت |
| ----------------------- | ------ |
| سی‌آی‌اس (تاپ‌هیت)         | ۱۳     |
| ایرپلی روسیه (تاپ‌هیت)   | ۸      |
| ایرپلی اوکراین (تاپ‌هیت) | ۱۲۲    |

| جدول (۲۰۲۰)               | جایگاه |
| ------------------------- | ------ |
| بلژیک (اولتراتاپ فلاندرز) | ۴۴     |
| بلژیک (اولتراتاپ والونی)  | ۴۹     |
| مجارستان (رادیوس تاپ ۴۰)  | ۷۷     |

| جدول (۲۰۲۲)                                     | موقعیت |
| ----------------------------------------------- | ------ |
| کانادا (۱۰۰ تک‌آهنگ داغ کانادا)                  | ۹۳     |
| ۲۰۰ آهنگ جهانی (بیلبورد)                        | ۱۱۵    |
| مجارستان (رادیوس تاپ ۴۰)                        | ۴۸     |
| مجارستان (۴۰ تک‌آهنگ برتر)                       | ۴۹     |
| سوئیس (شوایزر هیت‌پاراد)                         | ۴۶     |
| بزرگسالان معاصر ایالات متحده (بیلبورد)          | ۱۱     |
| ۴۰ تک‌آهنگ برتر بزرگسالان ایالات متحده (بیلبورد) | ۱۴     |
| فروش ترانه‌های دیجیتال آمریکا (بیلبورد)          | ۱۶     |
| ترانه‌های رادیو آمریکا (بیلبورد)                 | ۴۰     |

## گواهی‌نامه‌ها
| منطقه                                   | گواهی     | واحد گواهی‌شده/فروش |
| --------------------------------------- | --------- | ------------------ |
| بلژیک (بی‌ئی‌ای)                          | طلا       | ۲۰٬۰۰۰             |
| دانمارک (آی‌اف‌پی‌آی)                      | طلا       | ۴۵٬۰۰۰             |
| فرانسه (اس‌ان‌ئی‌پی)                       | الماس     | ۳۳۳٬۳۳۳            |
| آلمان (بی‌وی‌ام‌آی)                        | پلاتین    | ۴۰۰٬۰۰۰            |
| ایتالیا (اف‌آی‌ام‌آی)                      | پلاتین    | ۱۰۰٬۰۰۰            |
| نیوزیلند (آرآی‌ای‌ان‌زد)                   | پلاتین    | ۰                  |
| لهستان (زدپی‌ای‌وی)                       | ۳× پلاتین | ۱۵۰٬۰۰۰            |
| پرتغال (انجمن صنفی گرامافون)            | ۲× پلاتین | ۲۰٬۰۰۰             |
| بریتانیا (بی‌پی‌آی)                       | پلاتین    | ۶۰۰٬۰۰۰            |
| ایالات متحده (آرآی‌ای‌ای)                 | پلاتین    | ۱٬۰۰۰٬۰۰۰          |
| رقم فروش+پخش جاری تنها بر پایهٔ گواهی‌ها. |           |                    |